# Guangshen Railway
Guangshen Railway Co., Ltd., kurz: GSRC (chinesisch 廣深鐵路股份有限公司 / 广深铁路股份有限公司, Pinyin Guǎngshēn Tiělù Gǔfèn Yǒuxiàn Gōngsī, kurz: 廣深鐵路公司 / 广深铁路公司,  Guǎngshēn Tiělù Gōngsī) ist ein chinesisches Eisenbahnunternehmen mit Firmensitz in Shenzhen. Das Unternehmen war im Aktienindex SSE 50 gelistet.
Das Unternehmen betreibt hauptsächlich die Eisenbahnstrecke von Guangzhou bis Shenzhen in der chinesischen Provinz Guangdong mit einer Streckennetzlänge von 146 km, die bis in die Sonderverwaltungszone  bzw. ehemalige britische Kronkolonie von Hongkong reicht.
| \| \| 0 km \| Guangzhou \| Guangzhou \| \| \| 8 km \| Guangzhou Ost \| Guangzhou Ost \| \| \| 69 km \| Shilong \| Shilong \| \| \| 90 km \| Dongguan (Changping) \| Dongguan (Changping) \| \| \| 103 km \| Zhangmutou \| Zhangmutou \| \| \| 114 km \| Tangtouxia \| Tangtouxia \| \| \| 127 km \| Pinghu \| Pinghu \| \| \| 139 km \| Buji \| Buji \| \| \| 144 km \| Shenzhen North \| Shenzhen North \| \| \| 147 km \| Shenzhen \| Shenzhen \| |        |                      |                      |
| Kopfbahnhof Streckenanfang | 0 km   | Guangzhou            | Guangzhou            |
| Haltepunkt / Haltestelle | 8 km   | Guangzhou Ost        | Guangzhou Ost        |
| Haltepunkt / Haltestelle | 69 km  | Shilong              | Shilong              |
| Haltepunkt / Haltestelle | 90 km  | Dongguan (Changping) | Dongguan (Changping) |
| Haltepunkt / Haltestelle | 103 km | Zhangmutou           | Zhangmutou           |
| Haltepunkt / Haltestelle | 114 km | Tangtouxia           | Tangtouxia           |
| Haltepunkt / Haltestelle | 127 km | Pinghu               | Pinghu               |
| Haltepunkt / Haltestelle | 139 km | Buji                 | Buji                 |
| Haltepunkt / Haltestelle | 144 km | Shenzhen North       | Shenzhen North       |
| Kopfbahnhof Streckenende | 147 km | Shenzhen             | Shenzhen             |